# Línea Villacañas-Quintanar de la Orden
La línea Villacañas-Quintanar de la Orden fue una línea férrea española de ancho ibérico que transitaba entre los municipios españoles de Villacañas y Quintanar de la Orden, en la provincia de Toledo. Tenía una longitud de 25,100 kilómetros. Inaugurada en 1909, en un principio el trazado fue construido en ancho métrico, si bien con posterioridad sería adaptado al ancho ibérico y conectada con la red ferroviaria general. Durante muchos años experimentó un importante movimiento de mercancías, especialmente el vino. Sin embargo, a partir de la década de 1960 la línea entró en declive, siendo clausurada a comienzos de la década de 1990. Las vías fueron levantadas y el antiguo trazado rehabilitado para su uso como vía verde. 

## Historia
El plan para construir un ferrocarril que uniese el municipio de Quintanar de la Orden con la red ferroviaria nació a finales del siglo XIX, si bien no sería hasta 1907 en que se aprobó el proyecto y dieron inicio a las obras de construcción. Los trabajos encontraron diversas dificultades, como la falta de fondos para su financiación y cambios en el trazado de la vía. Se decidió adoptar un ancho de vía estrecha equivalente a 1000 milímetros. El 1 de enero de 1909 se produjo la inauguración oficial del nuevo ferrocarril, con un tren mixto que hizo el trayecto entre Villacañas y Quintanar de la Orden. No obstante, se da la circunstancia de que hasta un año después continuaron las obras.
En sus primeros tiempos los servicios ferroviarios fueron deficientes, con frecuentes déficits en su explotación. Esto llevaría a la compañía propietaria tomar la decisión de cambiar la trocha de la vía, pasando al ancho ibérico. En abril de 1927 se iniciaron los trabajos de adaptación, reinagurándose la línea el 8 de abril de 1929. A partir de este cambio los servicios ferroviarios mejoraron considerablemente, permitiendo además una conexión con la red ferroviaria general. Cabe señalar que durante buena parte de su existencia el tráfico principal fue el transporte de vino, seguido por cereales y el transporte de viajeros. Integrada en la red de RENFE en 1941, la línea continuó operando con esta compañía durante las siguientes décadas, hasta la suspensión parcial del servicio en enero de 1985. Para aquella época los servicios de viajeros se efectuaban por autobús. El trazado todavía se mantuvo abierto al tráfico de mercancías durante algunos años más, hasta su clausura a comienzos de la década de 1990.

## Estado actual
Tras varios años abandonada, en 1995 el Consejo de Ministros autorizó a RENFE el levantamiento de la vía y de las instalaciones anejas de la línea de Villacañas-Quintanar de la Orden. Esto se materializaría unos algún tiempo después, en 1997. En ese mismo año se firmó un convenio de colaboración entre RENFE y varios municipios de la zona para la recuperación de la antigua traza ferroviaria para su uso como sendero. Años después se pondría en marcha la denominada vía verde del Trenillo.

## Trazado y características
A lo largo de su historia el trazado combinó el ancho métrico y ancho ibérico, teniendo una longitud total de 25,100 kilómetros. El ferrocarril transitaba por una zona de perfil suave, por lo que durante su construcción no fue necesaria la realización de muchas obras de fábrica. Sí se llegaron a levantar varios puentes para atravesar los ríos Riánsares y Cigüela. Contaba con cuatro estaciones, siendo la más importante la de Villacañas-Prado, que disponía de cocheras, placa giratoria, etc. Llegó a estar enlazada con la línea Madrid-Alicante a través de una vía de empalme que partía desde Villacañas.

## Estaciones
Esta lista es actualizada periódicamente por un bot usando los contenidos de Wikidata, por lo que cualquier cambio manual se perderá.
| Nombre                               | Municipio                | Coordenadas                                                    | Estado               | Wikidata   | Commons | Imagen |
| ------------------------------------ | ------------------------ | -------------------------------------------------------------- | -------------------- | ---------- | ------- | ------ |
| estación de Villacañas-Prado         | Villacañas               | 39°37′22″N 3°19′44″O / 39.62269444444444, -3.3289444444444447  | demolido o destruido | Q107611902 |         |        |
| estación de La Villa de Don Fadrique | La Villa de Don Fadrique | 39°36′46″N 3°12′57″O / 39.61263888888889, -3.215888888888889   |                      | Q116690927 |         |        |
| estación de La Puebla de Almoradiel  | La Puebla de Almoradiel  | 39°35′47″N 3°06′51″O / 39.596472222222225, -3.1141111111111113 | demolido o destruido | Q116690932 |         |        |
| estación de Quintanar de la Orden    | Quintanar de la Orden    | 39°35′41″N 3°02′58″O / 39.59458333333333, -3.0495555555555556  | demolido o destruido | Q116690945 |         |        |